# Versátil (relação sexual)
O termo versátil refere-se à pessoa que alterna entre passivo e ativo .
Tal é mais comum no comportamento sexual entre homens: em que os parceiros sexuais podem trocar os seus papéis baseado no humor ou desejo, ou permitir que todos venham a experimentar a sua atividade favorita. Também é comum para uma pessoa versátil a presença de suas preferências com múltiplos parceiros: em que com um parceiro atua apenas como ativo e como passivo com outro exclusivamente.

## Estilo de vida
A versatilidade é um estilo de vida. A maioria dos homens que fazem sexo com homens não se encaixam nos estereótipos gays: é difícil encontrar um versátil que se encaixe na somente numa expressão de género feminina. "Nas grandes cidades dos Estados Unidos, espera-se principalmente que os homens gays sejam versáteis, não só no que diz respeito a serem ativos ou passivos, mas também na escolha dos atos particulares (por exemplo, masturbação, sexo oral e anal)". No entanto, a versatilidade não é limitada a simples atos de sexo oral e anal, mas inclui a divisão de tarefas e responsabilidades na relação.

## Variedades
Quando um homem versátil é descrito em um perfil de um site de relacionamentos (na Internet), ele pode escrever que é "'vers + pass' (versátil mais passivo)", indicando que ele pode penetrar, mas tem uma preferência para ser penetrado, ou "'vers + atv' (versátil mais ativo)", dizendo que pode ser passivo, mas tem uma preferência para ser ativo.